# Iōannīs Papapetrou
Iōannīs Papapetrou (in greco Ιωάννης Παπαπέτρου?; Patrasso, 30 marzo 1994) è un ex cestista greco.

## Carriera
Ha giocato nei Texas Longhorns in Big 12 Conference. 
Con la Grecia under 20 ha disputato i FIBA EuroBasket Under-20 2013.

## Statistiche

### College
| Anno      | Squadra         | PG | PT | MP   | TC%  | 3P%  | TL%  | RP  | AP  | PRP | SP  | PP  |
| --------- | --------------- | -- | -- | ---- | ---- | ---- | ---- | --- | --- | --- | --- | --- |
| 2012-2013 | Texas Longhorns | 34 | 25 | 24,3 | 43,2 | 35,9 | 58,3 | 4,4 | 1,2 | 0,6 | 0,7 | 8,3 |
| Carriera  | Carriera        | 34 | 25 | 24,3 | 43,2 | 35,9 | 58,3 | 4,4 | 1,2 | 0,6 | 0,7 | 8,3 |

### Eurolega
| Anno       | Squadra       | PG  | PT  | MP   | TC%  | 3P%  | TL%  | RP  | AP  | PRP | SP  | PP   |
| ---------- | ------------- | --- | --- | ---- | ---- | ---- | ---- | --- | --- | --- | --- | ---- |
| 2013-2014  | Olympiakos    | 12  | 6   | 10,3 | 56,8 | 47,8 | 40,0 | 1,4 | 0,3 | 0,2 | 0,2 | 4,6  |
| 2014-2015  | Olympiakos    | 11  | 0   | 10,4 | 48,5 | 40,0 | 50,0 | 1,3 | 0,4 | 0,4 | 0,0 | 3,6  |
| 2015-2016  | Olympiakos    | 24  | 11  | 19,0 | 43,2 | 40,0 | 69,2 | 2,7 | 0,7 | 0,7 | 0,3 | 5,7  |
| 2016-2017  | Olympiakos    | 36  | 6   | 15,9 | 39,6 | 33,3 | 68,8 | 2,6 | 0,5 | 0,5 | 0,3 | 4,4  |
| 2017-2018  | Olympiakos    | 31  | 12  | 22,0 | 41,3 | 28,6 | 66,7 | 3,6 | 0,7 | 0,4 | 0,3 | 6,8  |
| 2018-2019  | Panathīnaïkos | 28  | 22  | 25,5 | 50,3 | 33,3 | 67,3 | 4,2 | 1,1 | 0,8 | 0,5 | 9,0  |
| 2019-2020  | Panathīnaïkos | 27  | 24  | 27,9 | 55,6 | 36,7 | 60,6 | 4,1 | 0,8 | 0,7 | 0,5 | 10,9 |
| 2020-2021  | Panathīnaïkos | 27  | 26  | 30,7 | 40,1 | 36,3 | 73,0 | 4,1 | 2,4 | 0,6 | 0,1 | 12,1 |
| 2021-2022  | Panathīnaïkos | 23  | 20  | 29,1 | 41,1 | 25,2 | 80,0 | 3,2 | 2,5 | 0,4 | 0,1 | 12,0 |
| 2022-2023  | Partizan      | 38  | 24  | 20,7 | 41,0 | 36,8 | 72,2 | 2,3 | 0,9 | 0,4 | 0,2 | 5,4  |
| 2023-2024† | Panathīnaïkos | 16  | 4   | 17,1 | 49,2 | 51,6 | 80,0 | 2,0 | 0,7 | 0,2 | 0,2 | 5,6  |
| 2024-2025  | Panathīnaïkos | 26  | 6   | 10,6 | 43,8 | 22,2 | 57,1 | 1,0 | 0,4 | 0,4 | 0,1 | 2,8  |
| Carriera   | Carriera      | 299 | 161 | 20,9 | 44,5 | 34,2 | 69,6 | 2,9 | 1,0 | 0,5 | 0,3 | 7,1  |

## Palmarès

### Squadra
- Campionato greco: 6

Olympiacos: 2014-2015, 2015-2016
Panathīnaïkos: 2018-2019, 2019-2020, 2020-2021, 2023-2024
- Coppa di Grecia: 3

Panathīnaïkos: 2018-2019, 2020-2021, 2024-2025
- Supercoppa greca: 1

Panathīnaïkos: 2021
- Lega Adriatica: 1

Partizan Belgrado: 2022-2023
- Eurolega: 1

Panathinaikos: 2023-2024

### Individuale
- MVP Coppa di Grecia: 1

Panathīnaïkos: 2020-2021
- Greek Basket League MVP: 1

Panathinaikos: 2020-2021
- A1 Ethniki MVP finali: 1

Panathinaikos: 2020-2021